# دهستان پاچه‌لک شرقی
پاچه لک شرقی، دهستانی است از توابع بخش مرکزی شهرستان الیگودرز در استان لرستان ایران.

## جمعیت
بر اساس سرشماری سال ۱۳۸۵ جمعیت آن ۶٬۴۷۸ نفر (۱٬۲۶۲ خانوار) بوده‌است.